# Toxeus grossus
Toxeus grossus es una especie de araña saltarina del género Toxeus, familia Salticidae. Fue descrita científicamente por Edmunds & Prószyński en 2003.
Habita en Malasia.